# 茱莉亞·塞琳梅塔
茱莉亞·雅典娜·塞琳梅塔（波蘭語：Julia Atena Szeremeta，2003年8月24日—）是一名波蘭女子拳擊運動員，生於海烏姆。2024年參加巴黎奧運拳击比赛女子羽量級獲得銀牌。

## 拳擊生涯
2023年參加2023年歐洲運動會拳擊比賽，在八強賽中輸給保加利亞選手斯韋特蘭娜·斯塔內娃，最終獲得第5名的成績。她在U-22歐洲青年錦標賽擊敗黑山選手博亞娜·戈伊科維奇，獲得金牌。
2024年巴黎奧運參與女子羽量級拳擊比賽，於決賽上輸給中華台北選手林郁婷奪得銀牌，閉幕式與Wiktor Głazunow擔任掌旗官。

## 政治生涯
2024年獲得波蘭極右翼政黨自由與獨立聯盟（簡稱： 聯盟）及無黨籍人士提名參選2024年波蘭地方選舉，選區為盧布林省，最終並未當選。

## 外部連結
- 茱莉亞·塞琳梅塔的Instagram帳戶